# Kenscoff
Kenscoff est une commune d'Haïti située dans le département de l'Ouest et dans l'arrondissement de Port-au-Prince.
Peuplée de 52 232 habitants (recensement par estimation de 2009), appelés Kenscovites, la commune de Kenscoff est aujourd'hui un faubourg de la capitale Port-au-Prince.

## Géographie
À près de 1 500 mètres sur les hauteurs de Port-au-Prince, Kenscoff bénéficie d'un climat frais et est connue pour sa production maraîchère et les nombreuses maisons de luxe de riches familles port-au-princiennes qui s'y trouvent.

Climat
Le climat est de type montagnard. Il y fait très frais en décembre et doux au mois de juin. La température moyenne varie entre 15 °C en février et 18,6 °C en septembre

## Administration
La commune est composée de 5 sections communales :
- Nouvelle Touraine
- Bongard
- Sourçailles
- Belle Fontaine
- Grand Fond